# Eunectes notaeus
L'anaconda gialla (Eunectes notaeus
Cope, 1862), nota anche come anaconda del Paraguay, è una specie di anaconda endemica del Sud America. Rappresenta uno dei serpenti più grandi al mondo sebbene sia più piccolo del suo parente più stretto, l'anaconda verde. Come tutti i boa e i pitoni, non è velenoso e uccide la sua preda per costrizione. Non è nota o riconosciuta alcuna sottospecie per questa specie.

## Etimologia
Il nome specifico in neo-latino notaeus deriva dal greco antico νωταίος?, nōtaíos, "dorsale" (forma poetica, in greco antico νωτιαίος?, nōtiaíos). Nel distinguere la sua nuova specie Eunectes notaeus da Eunectes murinus, Edward Drinker Cope affermò che: «Le scaglie dorsali sono più grandi e disposte in meno file».

## Descrizione

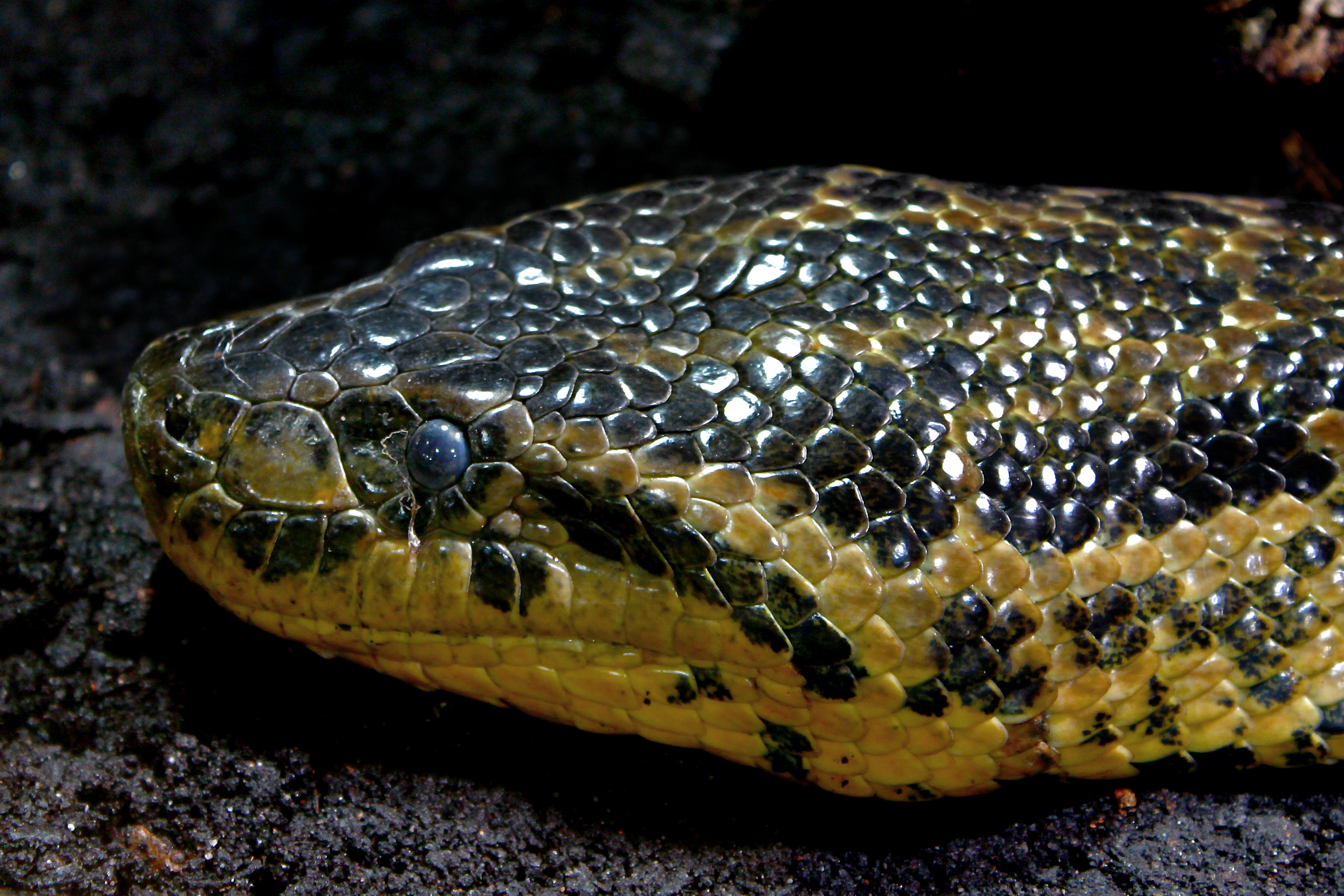
Primo piano della testa, al Reptilium Terrarium and Desert Zoo, Germania

Gli individui adulti in genere possono raggiungere tra i 3,3 e i 4,4 m di lunghezza totale. Le femmine sono generalmente più grandi dei maschi, e sono stati riportati individui con una lunghezza massima di 4,6 m. In media questi animali pesano dai 25 ai 35 kg, ma sono mai stati osservati individui con un peso superiore ai 55 kg. La colorazione dell'anaconda gialla, presenta una colorazione gialla, marrone dorato o giallo verdastro, sovrapposto ad un motivo a macchie, pezzato o a strisce di colore nero o marrone scuro.

## Distribuzione e habitat
Il territorio dell'anaconda gialla comprende i bacini del fiume Paraguay e dei suoi affluenti, dal Pantanal della Bolivia, Paraguay e Brasile occidentale all'Argentina nord-orientale, e forse alcune zone dell'Uruguay. Predilige prevalentemente habitat acquatici, tra cui paludi, Pantanal, argini coperti da cespugli, e torrenti dal movimento lento. La specie sembra essere stata introdotta artificialmente anche in Florida, anche se non è noto se questa piccola popolazione (che si pensa derivi da animali domestici fuggiti dalla cattività) si sia riprodotta.

## Ecologia

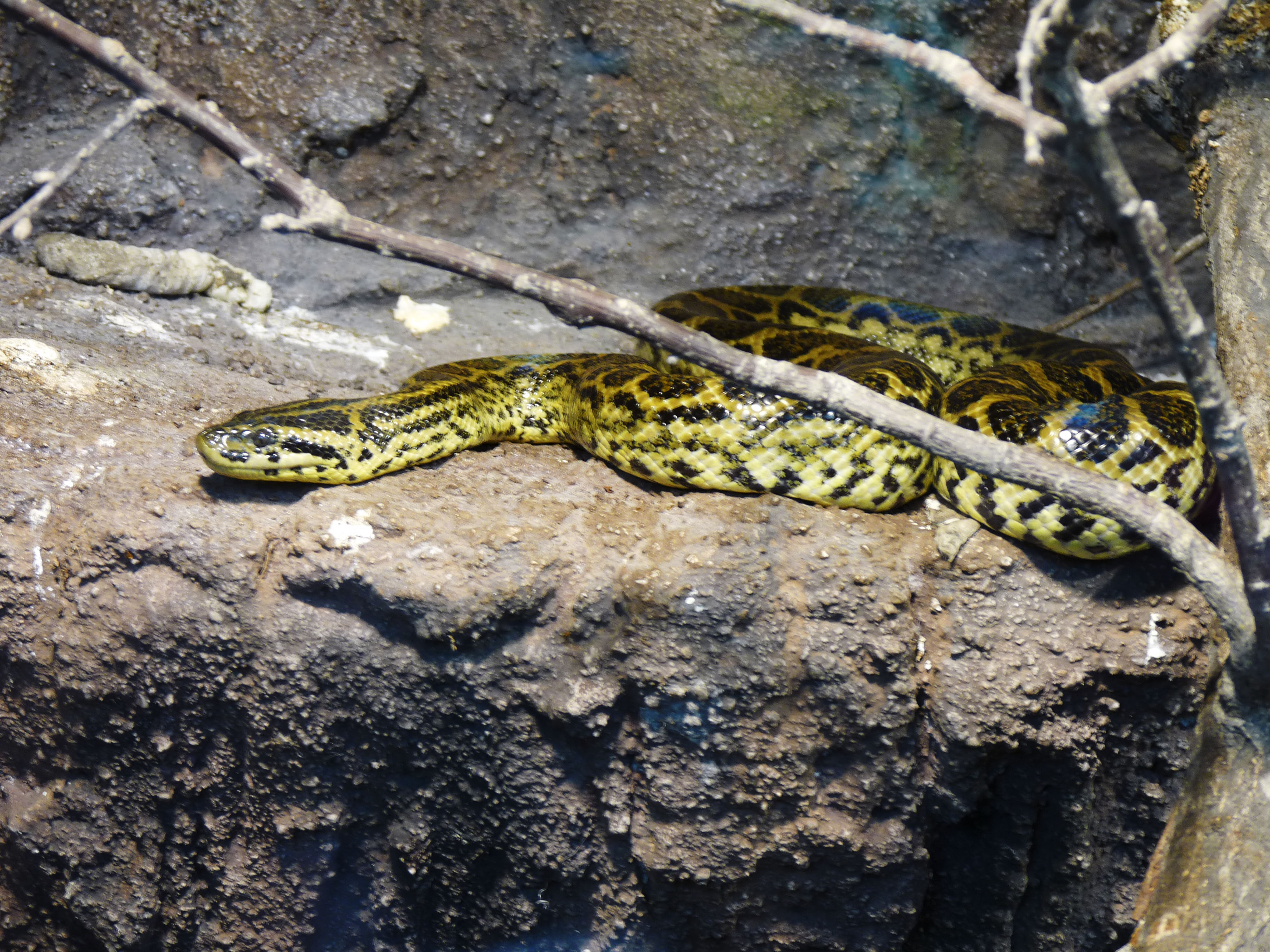
Individuo al Ohrada Zoo, Repubblica Ceca

L'anaconda gialla caccia prevalentemente in acque poco profonde negli habitat delle zone umide. La maggior parte degli attacchi si verifica da giugno a novembre, quando le inondazioni si sono in qualche modo attenuate e gli uccelli trampolieri sono la preda più comune del luogo. Osservazioni e analisi del contenuto dell'intestino e delle feci provenienti da aree regolarmente allagate nella regione del Pantanal, nel sud-ovest del Brasile, indicano che questi animali sono predatori generalisti, che cacciano primariamente d'agguato.
La loro dieta è composta quasi esclusivamente da specie acquatiche o semi-acquatiche, tra cui un'ampia varietà di mammiferi, uccelli, rettili, anfibi, pesci e uova. Gli esemplari più grandi possono predare animali più grandi, come Mazama, capibara o pecari. Il rapporto in peso tra preda e predatore è spesso molto più elevato rispetto ad altri tipi di Boidae. Il cannibalismo è stato osservato anche in questa specie, sebbene non sia chiaro quanto spesso si verifichi.
L'anaconda gialla ha pochi predatori. I giovani e gli adulti possono divenire occasionalmente preda dei caimani, anaconde più grandi, giaguari, alcuni canidi come il maikong, mustelidi e rapaci. La specie è anche cacciata dall'uomo primariamente per la sua pelle.

## Relazioni con l'uomo

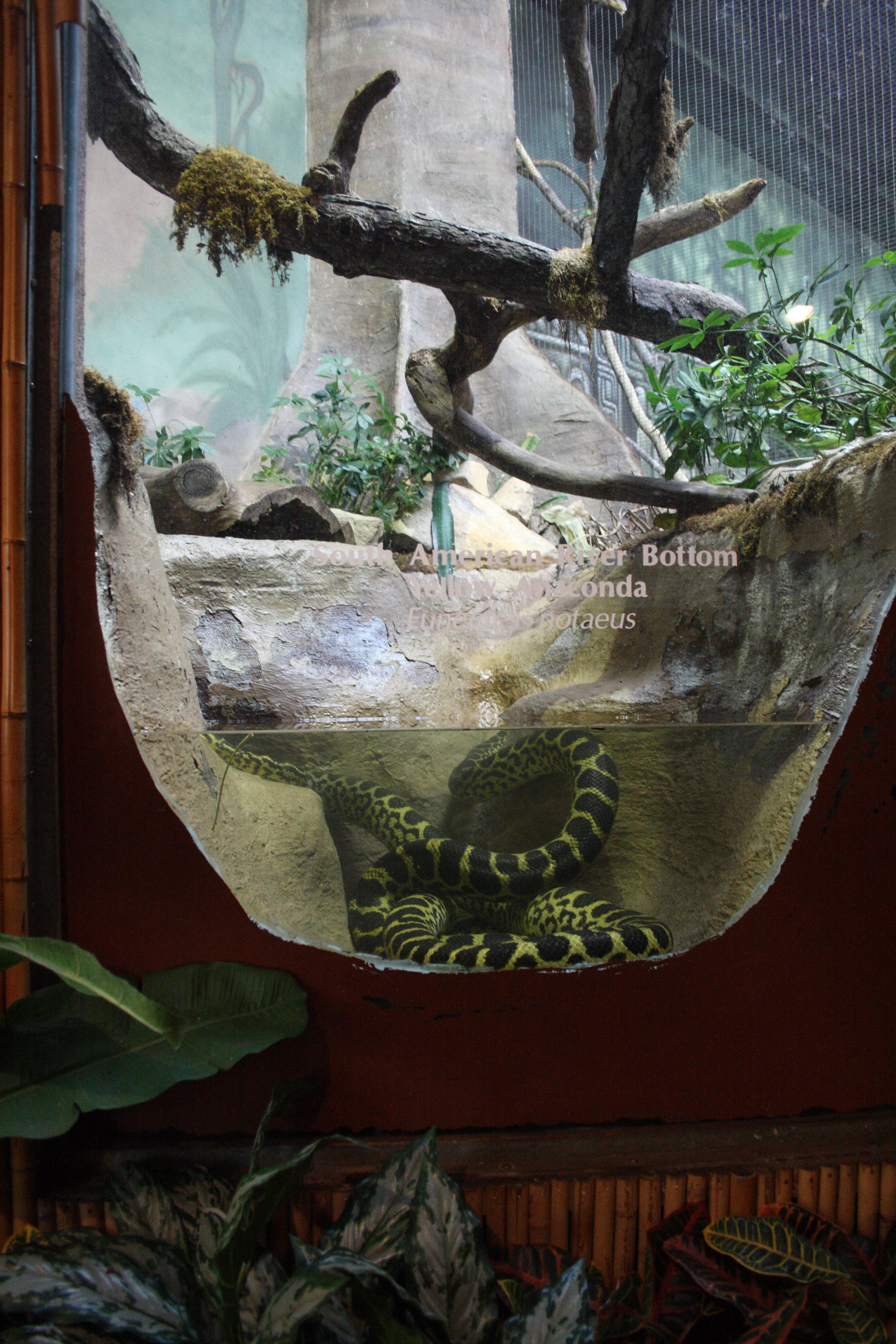
Un anaconda gialla al Beardsley Zoo, Connecticut

In cattività la specie ha la reputazione di essere imprevedibile e può divenire pericolosa per l'uomo, se non si conosce come maneggiarla. Negli Stati Uniti, l'importazione, il trasporto e la vendita di questa specie attraverso i confini statali sono stati vietati dal 2012 per cercare di impedire all'animale di diventare una specie invasiva in aree come le Everglades della Florida. Lo stato di conservazione dell'anaconda gialla non è ancora stato valutato dalla IUCN.